# Sean St Ledger
Sean Patrick St Ledger-Hall (Solihull, 28 de dezembro de 1984) é um ex-futebolista irlandês (nascido na Inglaterra) que jogava como zagueiro. Atualmente é olheiro do Leicester City. Representou a Seleção Irlandesa em nível internacional, tendo participado da Eurocopa de 2012.
Sua carreira começou no Peterborough United, sendo promovido ao elenco principal em 2002. Passou ainda pelo Stevenage Borough antes de chegar ao Preston North End, onde permaneceria durante 4 temporadas - em 2009, foi emprestado ao Middlesbrough - antes de sua transferência para o Leicester City em 2011.. Jogou 44 partidas oficiais com a camisa dos Foxes e marcou 2 gols.
Defendeu também Millwall, Ipswich Town, Orlando City, Colorado Rapids, Solihull Motors e Guiseley, onde se aposentou em 2018 - chegou a acumular a função de treinador interino por 1 mês.
Em outubro de 2019, St Ledger voltou ao Leicester City para trabalhar como olheiro.

## Títulos
Leicester City
- Football League Championship: 2013–14

Seleção Irlandesa
- Nations Cup: 2011[12]

### Individual
- Jogador do Ano do Preston North End: 2007–08